# Manifestations écologistes serbes de 2021-2022
En septembre 2021, une série de manifestations écologistes commence à Belgrade et dans d'autres villes de Serbie. Les manifestants exigent l’arrêt du projet minier de lithium de Rio Tinto dans la vallée du Jadar, accusé de nuire aux espaces naturels et agricoles de la région, et le retrait des modifications aux lois sur l'expropriation et sur les référendums, accusées de faciliter la mise en place de ce type de projet. Les manifestations continuent jusqu'à la dissolution de l'Assemblée nationale, le 15 février 2022 et aboutissent à l'arrêt du projet Jadar et de tout contrat de Rio Tinto avec le gouvernement, et l'amendement des modifications de lois.

## Contexte

### Projet Jadar
En décembre 2004, autorisée à effectuer des recherches géologiques par le gouvernement Koštunica, la société minière anglo-australienne Rio Tinto découvre de la jadarite, minerai à forte concentration en lithium et en bore, dans la vallée du Jadar . Les limites de la zone de recherche sont ensuite étendues par autorisation des gouvernements dirigés par le Parti démocrate (DS) puis ceux dirigés par le Parti progressiste serbe (SNS).
En 2017, le Gouvernement Brnabić autorise à Rio Tinto de mettre en œuvre le projet Jadar, projet minier visant à extraire la jadarite de la vallée du Jadar. Il est alors prévu que la mine ouvre en 2023 et que la production de batteries au lithium commence en 2027 . Tandis que le gouvernement assure que le projet est d'une importance économique capitale pour le pays, Rio Tinto promet que le projet respecterait « les normes environnementales les plus élevées» et que le lithium extrait sera mis «au service de l'environnement».
Au contraire, de nombreux chercheurs et universitaires reconnus, comme le géologue Branislav Božović, le botaniste Vladimir Stevanović, et le doyen de la Faculté de foresterie Ratko Ristić,déclarent que le projet Jadar polluerait et créerait des dommages irréversibles à des milliers d'hectares de terres fertiles dans la région ,,.

### Modifications de lois de novembre 2021
En novembre 2021, l'Assemblée nationale débat de modifications potentielles à la loi sur l'expropriation et à la loi sur le référendum et l'initiative populaire .
Bien que la loi sur l'expropriation n'autorise la saisie de biens privés que si cela est dans l'intérêt public, les modifications proposées élargissent la définition de l'intérêt public, de sorte qu'une propriété privée puisse être également expropriée dans un but de mise en œuvre de projets d'entreprises privées. Cette proposition de modification est dénoncée par les opposants au projet Jadar, comme un moyen de permettre les expropriation nécessaires à la mise en œuvre de projets de ce type, ce que la première ministre Ana Brnabić nie. Ils critiquent également le fait que cette modification puisse permettre des atteintes à la propriété privée des personnes pour des intérêts privés économiques d'entreprises. Un groupe d'avocats, dirigé par Čedomir Kokanović, critique ainsi les modifications proposées à la loi sur l'expropriation, comme permettant de nombreux abus.
La loi sur le référendum est quant à elle proposée à la modification pour que le taux de participation de 51 % ne soit plus nécessaire pour que le référendum soit adopté. Cette modification est également contestée par l'opposition, notamment pour le fait de permettre au gouvernement de passer des lois par referendum avec le vote positif de moins de 26% des citoyens.
L'Assemblée nationale adopte ces modifications de la loi sur le référendum et l'initiative populaire et de la loi sur l'expropriation le 25 et 26 novembre, .

### Précédentes manifestations du mouvement écologiste en Serbie
En Serbie, les premières manifestations du mouvement climat sont organisées dès 2019 . En janvier 2021, l'association Eco Guard et l'activiste Aleksandar Jovanović Ćuta (en) organisent une manifestation contre la pollution à Belgrade, baptisée Manifestation pour un air sans danger, à laquelle participent entre 2 000 et 3 000 manifestants.
Deux mois plus tard, Ćuta et son organisation Défendez les rivières du Grand Balkan organisent une manifestation nommée le « Soulèvement écologique »  devant l'Assemblée nationale de Serbie, en présence de plusieurs milliers de manifestants et de 45 organisations environnementales. Les organisateurs exigent alors la suspension de tous les projets nuisibles à l'environnement, dont le projet Jadar de Rio Tinto ,.

## Chronologie des manifestations anti-Projet Jadar

### 2021

#### 11 septembre
Le 11 septembre 2021, le mouvement Soulèvement écologique (EU)de Aleksandar Jovanović Ćuta organise la première manifestation en opposition au projet Jadar devant la résidence présidentielle. D'autre part, des manifestants bloquent le pont de Branko pendant deux heures. La manifestation reçoit le soutien de nombreux partis d'opposition, dont le Parti démocrate (DS), le Parti de la liberté et de la justice (SSP), le Parti populaire (Narodna), Ensemble pour la Serbie (ZZS) et Ne laisse pas tomber Belgrade (NDB),.

#### 6 et 19 novembre
Le 5 novembre 2021, des lanceurs d'alerte rendent public que le projet Jadar doit être mis en place à l'emplacement du village de Gornje Nedeljice . Des organisations environnementales, menées par EU, organisent une manifestation dès le lendemain devant le bâtiment de la Radio-Télévision de Serbie (RTS), qui avait diffusé une publicité promouvant Rio Tinto et le projet Jadar, que les manifestants estiment illégal. La manifestation réunit plusieurs centaines de manifestants, . Kreni-Promeni, une ONG, organise une autre manifestation le 19 novembre, devant le bâtiment de la RTS, en réponse à son refus de diffuser une publicité anti-Rio Tinto.

#### 22–24 novembre
Soulèvement écologique organise une manifestation à Makiš, Belgrade, le 22 novembre, jour du début de la construction du métro de Belgrade. Ćuta affirme que cette construction mettrait les sources d'eau et les infrastructures proches en danger. La manifestation est suivie par des figures du SSP, de Narodna et du Mouvement des citoyens libres,.
Le 23 novembre, l'organisation Assemblée de la Serbie libre (SSS) organise une manifestation devant l'Assemblée nationale, alors en train débattre des propositions de modification de la loi sur l'expropriation et de la loi sur le référendum .
Un jour plus tard, Savo Manojlović, le porte-parole de Kreni-Promeni, annonce l'envoi par plusieurs organisations de la société civile d'une pétition à l'Assemblée nationale, comptant 68 000 signataires – elle en compte désormais plus de 300000 – opposés à la modification de la loi sur le référendum et l'initiative populaire . Le même jour, une manifestation écologiste est organisée devant la présidence de la Serbie en opposition aux deux modifications de lois débattues  Des milliers de personnes participent à la manifestation,.

#### 27–29 novembre
Le 27 novembre, des manifestations et des barrages routiers ont lieu dans plusieurs villes et réunissent des milliers de manifestants. À Belgrade, le pont Gazela et l'échangeur de Mostar sont bloqués,. Des affrontements entre la police et des manifestants se produisent, et à Novi Sad plusieurs manifestants sont arrêtés. SSS, DS, Narodna et NDB exigent alors leur libération,.
À Šabac, des hommes masqués s'attaquent aux manifestants à l'aide de matraques pour ouvrir les routes aux bus transportant les partisans du président vers un rassemblement du SNS à Belgrade. Des tracteurs et des bulldozers sont également utilisés pour faire fuir les manifestants. Trois autres manifestations écologistes sont organisées dans les jours suivants, deux à Belgrade le 28 novembre et une à Loznica le 29 novembre.

#### 4 décembre
Préalablement aux manifestations de décembre, plusieurs personnalités publiques, dont le joueur de tennis Novak Đoković, l'ancien président serbe Boris Tadić, l'acteur Bojana Novaković et le réalisateur Emir Kusturica déclarent en décembre 2021 leur soutien aux mouvement de protestation. Un sondage d'opinion publié en décembre 2021 révèle également que la majorité des personnes interrogées soutiennent les manifestations.
Le 3 décembre, Soulèvement écologique annonce plus de 50 blocages de routes pour la manifestation du lendemain. Ainsi, le 4 décembre, à Belgrade, le pont de Gazela est bloqué par plusieurs milliers de manifestants. En réponse, un groupe d'hommes masqués lance des torches sur les manifestants. A Novi Sad, des manifestants sont également attaqués. Des rassemblements de soutien aux manifestations sont organisés à New York, Berlin, Paris et Londres.
Pendant les manifestations, le président Vučić donne une conférence de presse et annonce qu'en raison des oppositions, les modifications apportées à la loi sur l'expropriation seraient changées. ZZS et Soulèvement écologique proclament alors les manifestations du 4 décembre comme une victoire . Vučić estime à 31 000 le nombre de manifestants ayant pris part aux manifestations du jour, tandis que Nebojša Zelenović (en), le président de ZZS, affirme qu'ils étaient 110 000.
Un jour après les manifestations, sur le plateau du talk-show Utisak nedelje, Zelenović exprime son soutien à la poursuite des manifestations, dans l'objectif de voir plus de revendications aboutir. Manojlović, au contraire, affirme que les demandes des citoyens sont satisfaites et déclare l’arrêt des actions de blocage par son mouvement, Kreni-promeni.

#### 11–14 décembre
Le 11 décembre, des manifestations ont lieu dans cinquante villes de Serbie et des milliers de manifestants y prennent part. Ćuta affirme qu'«il n'y aura pas de paix tant que l'exploitation du lithium ne sera pas interdite et Rio Tinto renvoyé de Serbie». Le lendemain, une manifestation est organisée à Zrenjanin et le 14 décembre, quelques centaines d'élèves du secondaire manifestent contre Rio Tinto à Čačak.

#### 16–18 décembre
Le 16 décembre, l'Alliance des organisations écologistes serbes (SEOS) organise une manifestation à Jagodina contre l’installation d'une autre mine de lithium dans la vallée de la Morava . Le 18 décembre, Soulèvement écologique organise une manifestation devant le siège du gouvernement. Le même jour, des manifestations ont également lieu à Gornji Milanovac, Užice et à Zrenjanin,.

#### 24–25 décembre
Le 24 décembre, un groupe de lycéens organise une manifestation contre Rio Tinto à Čačak . Un jour plus tard, ZZS organise une manifestation à Šabac, tandis qu'une manifestation à Laznica est organisée par Soulèvement écologique.

### 2022

#### 3 janvier
Le 3 janvier, de nouvelles manifestations sont organisées par SEOS, SSS et Soulèvement écologique,,. Huit blocages routiers ont lieu en Serbie, tandis qu'une manifestation à Londres devant le bâtiment Rio Tinto, est également organisée.

#### 8–12 janvier
Les manifestations du 8 janvier sont organisées dans sept villes de Serbie. Un jour plus tard, une autre manifestation se tient à Gornji Milanovac.
A Loznica, des militants de l'association Nous n’abandonnons pas Jadar lancent des œufs sur le bâtiment du Rio Tinto Info Center, et l'un d'eux est arrêté. SEOS et Soulèvement écologique organisent une manifestation le 12 janvier devant le siège du gouvernement. Ils exigent que le gouvernement publie tous les documents liés à Rio Tinto au public.

#### 15–16 janvier
Des manifestations sont organisées le 15 janvier. Un jour plus tard, un groupe de citoyens serbes organise une manifestation à Bruxelles en soutien.

#### 18–22 janvier
Manojlović et Kreni-Promeni organisent une conférence de presse devant l'Assemblée nationale le 18 janvier, à la suite du rejet de leur proposition d'examiner l'interdiction de l'exploitation du lithium . Le 20 janvier, une nouvelle manifestation se tient devant la présidence de la Serbie. Manojlović demande alors au gouvernement un moratoire sur l'interdiction de l'extraction du lithium et du bore. Soulèvement écologique organise une autre manifestation le 22 janvier à Loznica.

#### 27 janvier–3 février
Kreni-Promeni organise une manifestation le 27 janvier devant la présidence de Serbie puis sur la place de la République, et devant le siège du gouvernement. Eco Guard en organise une autre le 30 janvier à laquelle Manojlović et Dobrica Veselinović (en) de NDB sont présents.
Des manifestations de masse ont lieu le 2 février à Valjevo, organisées par Manojlović . Un jour plus tard, la police le contacte et lui signale l'illégalité des prochaines manifestations. Manojlović ignore l'avertissement organise une nouvelle manifestation le 3 février devant la résidence présidentielle . Elle réunit plusieurs centaines de manifestants.

#### 8–15 février
Une manifestation organisée par SEOS et Kreni-Promeni a lieu le 8 février à Kragujevac.
Une manifestation devant la résidence présidentielle a lieu le 10 février. Les manifestants décident de camper devant l'Assemblée nationale jusqu'à ce que le gouvernement mette en œuvre le moratoire proposé . Une autre manifestation est organisée le 13 février. Le 14 février, un jour avant la dissolution prévue de l'Assemblée nationale, Manojlović annonce une dernière manifestation devant le Palais de Serbie et dans le Nouveau Belgrade. Un cordon de police autour du bâtiment est déployé. Devant le Palais de Serbie, plusieurs incidents se produisent et 3 manifestants sont renversés des voitures.

## Conséquences

### Bilan des concessions du gouvernement au mouvement de protestation
À la suite des manifestations du 4 décembre, le président Vučić annonce des amendements aux modifications apportées une semaine plus tôt à la loi sur l'expropriation et le référendum. Ces amendement sont proposées et adoptées par l'Assemblée nationale le 10 décembre. Le 14 décembre, il annonce l’annulation du projet Jadar. Le 13 janvier 2022 il déclare qu'il « s'attend à ce que le gouvernement serbe résilie tous les contrats avec Rio Tinto ». La première ministre exécute alors la demande du président le 20 janvier 2022. La compagnie minière connait un krach boursier a la suite de l'annonce.

### Élections de 2022
Alors que les manifestations sont toujours en cours, Ćuta et Zelenović, les figures principales du mouvement de protestation, annoncent en novembre 2021 que leurs organisations politiques, Ensemble pour la Serbie et Soulèvement écologique, formeraient une alliance commune pour les élections législatives de 2022. Ils sont  rejoints par d'autres organisations centrales du mouvement de protestation, NDB, puis Assemblée de la Serbie libre et Plateforme civique Action pour créer, en janvier 2022, l'alliance électorale de gauche écologiste Moramo. Cette coalition, transcription électorale du mouvement de protestation, acquiert 13 députés aux élections législatives de 2022 et 13 élus aux élections municipales de Belgrade. La candidate de la coalition à l'élection présidentielle, Biljana Stojković, membre de l'Assemblée de la Serbie libre, obtient quant à elle 3,3% des suffrages exprimés. Ces figures des manifestations écologistes fraichement élues se séparent par la suite en 2 nouveaux groupes parlementaires et partis, Ensemble et le Front de la gauche verte.
Ce mouvement a également pour conséquence l'affaiblissement considérable de la coalition formée autour du Parti Progressiste, Ensemble, nous pouvons tout faire, perdant 79 députés à l'issue des élections législatives de 2022. Mise en minorité, la coalition gouvernementale doit alors chercher le soutien de la coalition formée autour du Parti socialiste de Serbie pour reformer un gouvernement, le Gouvernement Brnabić III, le 26 octobre 2022.

### Manifestations écologistes postérieures
Une manifestation écologiste a lieu à Novi Sad le 21 juillet 2022. Un groupe masqué attaque la manifestation avec des matraques. Une autre manifestation est organisée dans la même ville une semaine plus tard, le 28 juillet.
Sur le quai Sava à Belgrade, une manifestation écologiste est organisée en mars 2023.
La plupart des organisations organisant et soutenant le mouvement protestataire écologiste de 2021-2022 font de même lors des Manifestations serbes de 2023 (en)du mouvement Serbie contre la violence, à partir du 5 mai 2023.